# Siggy & D1ns
Siggy & D1ns is een Nederlandse rapduo, bestaande uit Sigmar Polinet (Siggy) en Daan Michielsen (D1ns).

## Geschiedenis
Polinet en Michielsen groeiden als buurjongens op in Zandvoort en schreven vanaf jonge leeftijd teksten. Michielsen kwam met het idee om samen muziek te maken, omdat het hem vet leek als ze naar muziek van hunzelf konden luisteren als ze met elkaar aan het relaxen waren. Ze gingen de studio in en brachten in 2020 onder eigen beheer de tracks Field en Gestift uit.
In 2022 tekende het duo een contract bij muzieklabel Top Notch. Hun eerste single die ze bij dit label uitbrachten was Rondjes, dat met een 68e positie in de Single Top 100 enig succes had in Nederland. Voordat ze de single uitbrachten, ging het nummer al viraal op mediaplatform TikTok. Na de volgende single Familie, werd het duo uitgenodigd voor een 101Barz studiosessie. In dat jaar volgden nog enkele andere singles, waaronder All eyes on me, en werd in november de ep Soldatenwerk uitgebracht. Aan deze ep werd meer dan twee jaar gewerkt voordat het werd uitgebracht.
Begin 2023 stond het duo op de festivals ESNS en Paaspop. In april hadden ze een featuring op het lied Verliefd zijn van Jack en in juli hadden ze succes met het lied 180. Bij 180 rapte ook de rapper Josylvio een deel van het lied. Andere festivals waar Siggy & D1ns in 2023 te horen waren, zijn onder meer Dauwpop, Indian Summer Festival, Rolling Loud en Into the Great Wide Open. Daarnaast waren stonden ze ook in het voorprogramma bij verschillende optredens van The Opposites. In november 2023 werkte het duo samen met $hirak en brachten ze het nummer ChouChou uit, dat bij radiozender NPO FunX werd uitgeroepen tot DiXte track van de week.
Siggy & D1ns brachten in 2024 hun debuutalbum Op de Zeeweg uit. Op dit zeventien nummer tellende album waren eerdere hits 180 en Dingen die ik doe te vinden en staan gastbijdragen van Yssi SB, Hef, DIKKE, $hirak, Josylvio en Big2. Het lied met laatstgenoemde, Laatste trein, werd als single uitgebracht en bereikte de 82e positie in de Single Top 100. In het voorjaar van 2025 verzorgde ze de soundtrack van de bioscoopfilm Straatcoaches vs Aliens.

## Discografie

### Albums en ep's
| Album        | Verschijnen      | Label     | Hitlijsten | Hitlijsten | Hitlijsten | Hitlijsten | Opmerkingen   |
| Album        | Verschijnen      | Label     | BE (VL)    | BE (VL)    | NL         | NL         | Opmerkingen   |
| Album        | Verschijnen      | Label     | Piek       | Weken      | Piek       | Weken      | Opmerkingen   |
| ------------ | ---------------- | --------- | ---------- | ---------- | ---------- | ---------- | ------------- |
| Soldatenwerk | 25 november 2022 | Top Notch | —          | —          | 30         | 2          | Extended play |
| Op de Zeeweg | 9 mei 2024       | Top Notch | 183        | 3          | 14         | 8          | Studioalbum   |

### Nummers met notering(en) in een hitlijst
| Lied                     | Verschijnen       | Album        | Hitlijsten   | Hitlijsten   | Opmerkingen |
| Lied                     | Verschijnen       | Album        | NL (Top 100) | NL (Top 100) | Opmerkingen |
| Lied                     | Verschijnen       | Album        | Piek         | Weken        | Opmerkingen |
| ------------------------ | ----------------- | ------------ | ------------ | ------------ | ----------- |
| Rondjes                  | 18 februari 2022  | Soldatenwerk | 68           | 2            |             |
| All eyes on me           | 14 oktober 2022   | Soldatenwerk | 99           | 1            |             |
| Verliefd zijn (met Jack) | 23 april 2023     | —            | 64           | 1            |             |
| 180 (met Josylvio)       | 21 juli 2023      | Op de Zeeweg | 30           | 10           |             |
| Dingen die ik doe        | 15 september 2023 | Op de Zeeweg | 85           | 3            |             |
| Laatste trein            | 15 maart 2024     | Op de Zeeweg | 82           | 1            |             |